# Kapel Onze-Lieve-Vrouw van Fatima

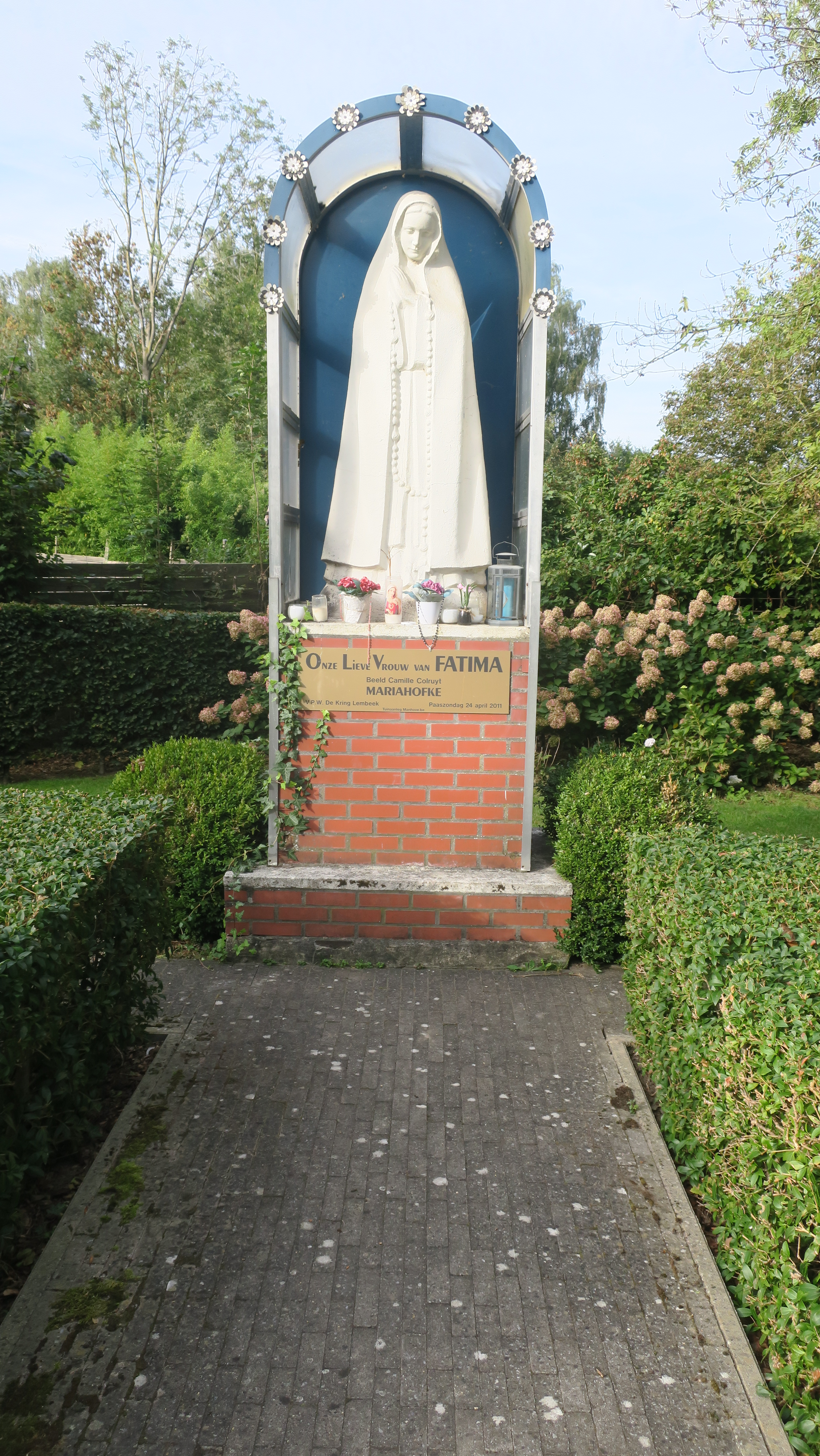

Deze Kapel Onze-Lieve-Vrouw van Fatima, ook wel het Mariahofke genoemd, bevindt zich in Lembeek, een deelgemeente van Halle. Het hofke is gelegen aan de Heldenstraat.

## Historiek
In 1948 werd het perk ingewijd, zoals bericht werd in het parochieblad van 5 september van dat jaartal:
"Lembeek huldigt O.L. Vrouw. Volgaarne trekken wij de attentie van onze lezers op de Mariale feestviering die kortelings te Lembeek gaat plaats vinden, nl. op Zondag 12 Sept. Met een fraaie processie, waaraan Z. Exc. Mgr. Van Cauwenbergh zal deel- nemen, zal de inhuldiging worden in- gezet van een prachtig beeld van O.L.Vrouw van Fatima (kunstwerk van de hand van den hr. Kamiel Colruyt). De processie vangt aan te 2.30 u."
Het beeld werd vervaardigd door beeldhouwer en edelsmid Camille Colruyt (1908-1973). De materialen, gehanteerd voor de bouw van de kapel, verwijzen eerder naar de jaren 1970. Het opschrift vertelt: ONZE LIEVE VROUW VAN FATIMA/ BEELD CAMILLE COLRUYT/ MARIAHOFKE/ V.P.W. DE KRING LEMBEEK/ PAASZONDAG 24 APRIL 2011//.

## Architectuur
In het plantsoen staat een kapel met een bakstenen sokkel met een moderne nis uit plexiglas. In de boog is de nis bezet met gloeilampen. In de nis staat een relatief groot wit beeld van Onze-Lieve-Vrouw van Fatima.